# طريقة تقييم معيار تكامل نموذج نضوج المقدرة من أجل تحسين العملية
طريقة تقييم معيار تكامل نموذج نضوج المقدرة من أجل تحسين العملية (SCAMPI) هي الطريقة الرسمية في معهد هندسة البرمجيات Software Engineering Institute لتوفير تقييمات لقياس الجودة فيما يتعلق بنماذج تكامل نموذج نضوج المقدرة Capability Maturity Model Integration. ويتم استخدام تقييمات ( (SCAMPI لتحديد نقاط القوة والضعف في العمليات الحالية، واكتشاف مخاطر التطوير/الاكتساب، وتحديد تقييمات مستوى المقدرة والنضوج. وغالبا ما يتم استخدامها كجزء من برنامج عملية التحسين process improvement أو في تقييم الموردين. وتعرف الطريقة عملية التقييم على أنها تتكون من الإعداد، وأنشطة داخل الموقع، وملاحظات تمهيدية، ونتائج، وتقييمات، وكتابة التقرير النهائي، وأنشطة المتابعة.

## تقييمات الطبقة AوB و C
هذه المجموعة من المستندات المصاحبة لنسخة معينة من تكامل نموذج نضوج المقدرة تشمل تحديدا للمتصلبات التي تسمى متطلبات التقييم لتكامل نموذج نضوج المقدرة (ARC)،  والتي تحدد ثلاث مستويات لشكل التقييمات: الطبقة A و B و C. ويتم إجراء تقييم معيار تكامل نموذج نضوج المقدرة من أجل تحسين العملية ((SCAMPI الرسمي (الطبقة A) عن طريق مقيمين مفوضين من معهد هندسة البرمجيات والذين يستخدمون مستند تعريف طريقة A SCAMPI  لإجراء التقييمات. والطبقة A، وهي الأكثر رسمية، لازمة لتحقيق تقييم (المستوى 1(الأدنى) إلي المستوى 5 (الأعلى))، باستخدام التمثيل المرحلي Staged Representation، من أجل السجل العام أو للرد على متطلبات وزارة دفاع الولايات المتحدة.

## وصلات خارجية
- Official SCAMPI Web Site at the معهد هندسة البرمجيات